# Літні Олімпійські ігри 2028
Літні Олімпійські ігри 2028 (англ. 2028 Summer Olympics, фр. Jeux Olympiques d'été de 2028,  офіційна назва Ігри XXXIV Олімпіади) — літні Олімпійські ігри, що пройдуть в Лос-Анджелесі (США). До програми додані бейсбол/софтбол, крикет, лакрос, сквош, флаг-футбол.

## Місце проведення
Місто, яке прийме Літні Олімпійські та Паралімпійські ігри, оголосили 13 вересня 2017 року в Лімі (Перу).
| Результати голосування | Результати голосування | Результати голосування |
| ---------------------- | ---------------------- | ---------------------- |
| Кандидати              | Країна                 | 1-й раунд              |
| Лос-Анджелес           | США                    | Одностайно             |